# Grawitacja (film)
Grawitacja (Gravity) – brytyjsko-amerykański dreszczowiec z 2013 roku w reżyserii Alfonso Cuaróna. W filmie występują Sandra Bullock i George Clooney. Film miał premierę na otwarciu 70. MFF w Wenecji, amerykańska premiera odbyła się trzy dni później na Telluride Film Festival.
Grawitacja otrzymała w 2014 roku 7 Oscarów, w tym dla najlepszego reżysera, za najlepszą muzykę i najlepsze zdjęcia.

## Fabuła
Inżynier medyczna dr Ryan Stone (Sandra Bullock) odbywa pierwszą misję na wahadłowcu kosmicznym Explorer, jej towarzyszem jest doświadczony astronauta Matt Kowalsky (George Clooney), dowodzący swoją ostatnią misją. Podczas spaceru kosmicznego astronautów ich wahadłowiec ulega zniszczeniu przez szczątki satelity telekomunikacyjnego, oboje zostają też pozbawieni łączności z Centrum Lotów Kosmicznych w Houston.

## Obsada
- Sandra Bullock jako dr Ryan Stone
- George Clooney jako Matt Kowalski
- Ed Harris jako dyrektor kontroli misji (głos)
- Basher Savage jako dyrektor stacji kosmicznej (głos)
- Orto Ignatiussen jako Aningaaq (głos)
- Phaldut Sharma jako Shariff Dasari (głos)
- Amy Warren jako kapitan Explorera (głos)

## Zdjęcia
Zdjęcia powstały w studiach Pinewood i Shepperton w Wielkiej Brytanii, efekty specjalne pod kierunkiem Tima Webbera – w londyńskim Framestore. Efekty 3D w większości zaprojektował i nadzorował Chris Parks. Zdjęcia rozpoczęły się w Londynie w maju 2011.
W pierwszym zwiastunie filmu wybuchom towarzyszą efekty dźwiękowe, jednak w ostatecznej wersji filmu, zgodnie z wymogami realizmu, sceny katastrof mających miejsce w próżni odbywają się w ciszy, ponieważ w próżni nie rozchodzi się dźwięk.

## Muzyka
W pierwszej zapowiedzi filmu wykorzystano utwór Spiegel im Spiegel, skomponowany przez estońskiego kompozytora Arvo Pärta w 1978 roku. Ścieżkę dźwiękową do filmu skomponował Steven Price.

## Odbiór

### Box office
Budżet filmu wyniósł 100 mln dol. W Stanach Zjednoczonych i Kanadzie film zarobił łącznie ponad 274 mln dol., a w pozostałych krajach ponad 449 mln dol., razem ponad 723 mln USD.

### Krytyka w mediach
W serwisie Rotten Tomatoes 96% z 362 recenzji filmu uznano za pozytywne, a średnia ocen wystawionych na ich podstawie wyniosła 8,9 na 10. Na portalu Metacritic średnia ocen z 49 recenzji wyniosła 96 pkt. na 100.

### Nagrody
Podczas 86. ceremonii wręczenia Oscarów w 2014 film otrzymał siedem nagród:
- najlepsza reżyseria: Alfonso Cuarón
- najlepsza muzyka: Steven Price
- najlepsze zdjęcia: Emmanuel Lubezki
- najlepsze efekty specjalne: Tim Webber, Chris Lawrence, Dave Shirk oraz Neil Corbould
- najlepszy montaż: Alfonso Cuarón oraz Mark Sanger
- najlepszy dźwięk: Skip Lievsay, Niv Adiri, Christopher Benstead oraz Chris Munro
- najlepszy montaż dźwięku: Glenn Freemantle

Otrzymał również siedem nagród Critics’ Choice, a także nagrodę Złotego Globu w kategorii „najlepszy reżyser” dla Alfonso Caurona.
Film zdobył również nagrodę Future Film Festival Digital Award na MFF w Wenecji. Bullock za rolę w Grawitacji dostała nagrodę dla najlepszej aktorki na Hollywood Film Festival w 2013.
Scenariusz do filmu otrzymał w 2014 nagrodę Hugo w kategorii najlepsza prezentacja dramatyczna (długa forma).